# Kornat
Kornat est la plus grande île de l'archipel des Kornati, dans la mer Adriatique en Croatie.